# Institut national d'oncologie Sidi Mohamed ben Abdellah
 (avril 2025).
 (avril 2025).
La mise en forme du texte ne suit pas les recommandations de Wikipédia : il faut le « wikifier ».
Les points d'amélioration suivants sont les cas les plus fréquents. Le détail des points à revoir est peut-être précisé sur la page de discussion.
- Les titres sont pré-formatés par le logiciel. Ils ne sont ni en capitales, ni en gras.
- Le texte ne doit pas être écrit en capitales (les noms de famille non plus), ni en gras, ni en italique, ni en « petit »…
- Le gras n'est utilisé que pour surligner le titre de l'article dans l'introduction, une seule fois.
- L'italique est rarement utilisé : mots en langue étrangère, titres d'œuvres, noms de bateaux, etc.
- Les citations ne sont pas en italique mais en corps de texte normal. Elles sont entourées par des guillemets français : « et ».
- Les listes à puces sont à éviter, des paragraphes rédigés étant largement préférés. Les tableaux sont à réserver à la présentation de données structurées (résultats, etc.).
- Les appels de note de bas de page (petits chiffres en exposant, introduits par l'outil «  Source ») sont à placer entre la fin de phrase et le point final[comme ça].
- Les liens internes (vers d'autres articles de Wikipédia) sont à choisir avec parcimonie. Créez des liens vers des articles approfondissant le sujet. Les termes génériques sans rapport avec le sujet sont à éviter, ainsi que les répétitions de liens vers un même terme.
- Les liens externes sont à placer uniquement dans une section « Liens externes », à la fin de l'article. Ces liens sont à choisir avec parcimonie suivant les règles définies. Si un lien sert de source à l'article, son insertion dans le texte est à faire par les notes de bas de page.
- La présentation des références doit suivre les conventions bibliographiques. Il est recommandé d'utiliser les modèles {{Ouvrage}}, {{Chapitre}}, {{Article}}, {{Lien web}} et/ou {{Bibliographie}}. Le mode d'édition visuel peut mettre en forme automatiquement les références.
- Insérer une infobox (cadre d'informations à droite) n'est pas obligatoire pour parachever la mise en page.

Pour une aide détaillée, merci de consulter Aide:Wikification.
Si vous pensez que ces points ont été résolus, vous pouvez retirer ce bandeau et améliorer la mise en forme d'un autre article.
 (avril 2025).
 (avril 2025).
L'Institut National d'Oncologie Sidi Mohamed Ben Abdellah (INO) est un établissement universitaire public marocain, rattaché au CHU Ibn Sina de Rabat. Il offre des services spécialisés de 3e niveau en cancérologie. 

## Caractéristiques
- Fondée en 1985
- Situé à Rabat, desservant la région Rabat-Salé-Kénitra
- Superficie de 6400 m²
- Capacité de 187 lits
- Établissement de soins de troisième niveau spécialisé en oncologie

## Histoire
- 1985 : Inauguration
- 1990 : Création de l'unité de soins intensifs et acquisition d'un accélérateur linéaire
- 1992 : Acquisition d'un appareil de curiethérapie HDR
- 2002 : Création de l'unité de radiothérapie en hospitalisation complète
- 2005-2009 : Construction de l'hôpital de jour et du centre de traitement de la douleur
- 2009-2017 : Construction de l'unité gynécologique-sein Cheikha Fatma, acquisition de 4 accélérateurs et d'un IRM, réaménagement du bloc opératoire et du 3ème étage
- 2018 : Acquisition du système de chimiothérapie hyperthermique intrapéritonéale (CHIP), première opération de CHIP dans un hôpital public au Maroc, réaménagement des unités médico-chirurgicales
- 2019-2023 : Réaménagement des services d'anatomie-pathologie et d'imagerie médicale, création d'un centre d'investigation clinique, reconnaissance comme centre collaborateur de l’AIEA

## Missions
- Soins de santé (diagnostic, traitement, suivi)
- Santé publique
- Formation de médecins, pharmaciens, infirmières et radiothérapeutes africains (accrédités par l'AIEA)
- Recherche clinique et épidémiologique, partenariats avec :
  - Centre international de recherche sur le cancer (CIRC)
  - Institut de recherche sur le cancer (IRC)
  - Fondation Lalla Salma : prévention et traitement du cancer
  - Agence internationale de l'énergie atomique

## Activités médicales
- Oncologie médicale
- Chirurgie digestive et transplantation hépatique
- Gynécomastie et chirurgie mammaire
- Radiothérapie et curiethérapie
- Imagerie médicale (IRM 3 Tesla, scanners CT, mammographie numérique)
- Anatomie pathologique et biologie moléculaire